# Tilsiter
-{
}-

Tilsiter je sir od kravljeg mleka sa crveno-omašćenom korom i između 30 i 60% mlečne masti u suvoj masi.

## Istorija
Tradicionalni metod proizvodnje sira najverovatnije su doneli u Prusku sa sobom protestantske izbeglice, koje su iz Holandije izbegle u u region severno od grada Tilsit. Tilsit se nalazio u nekadašnjoj Istočnoj Pruskoj (od 1946. godine Istočna Pruska se zove Kalinjingradska oblast i pripada SSSR, danas Rusiji), blizu granice ove oblasti sa Litvanijom. Sir se i danas još uvek tamo proizvodi. Ruska verzija ove vrste sira se ne proizvodi samo u Kalinjigradskoj oblasti i sa tradicionalnim tilsiterom ima malo sličnosti: ona je blaža i ima manje rupa. U Rusiji su danas obe vrste jedna pored druge prisutne na tržištu.

## Tilsiter danas
Budući da ime sira nije zaštićeno, Tilsiter se danas proizvodi i prodaje i u Nemačkoj pod imenom Tolenser. Pojačano se na tržište plasiraju blaže vrste, ili vrste koje ukusom podsećaju na edamer. Vrste sa uobičajenom pikantnim ukusom teško mogu da se nađu u supermarketima.
Dva Švajcarca iz kantona Turgau (Oto Vartman i Hans Vegmiler) doneli su u Švajcarsku originalni recept za tilsiter, kojeg su otkrili 1890. godine. Od 1893, ova dva Švajcarca proizvode „doseljenički“ sir, koji danas nosi zaštićeno ime „švajcarski tilstier“ (engl. Tilsiter Switzerland). Švajcarski tilsiter nema snažno izraženu rupičastost, karakterističnu za nemački ili danski tilsiter. I ukus mu nije toliko začinjen, te nije ga ni moguće porediti sa nemačkom i danskom varijantom.
Tisliteru je veoma sličan danski sir havarti.

## Proizvodnja i osobine
Tilsiter se siri kako od neobrađenog mleka tako i od pasterizovanog mleka. Pri tome je varijanta od neobrađenog mleka najčešće bogatija u ukusu.
Pored klasične okrugle forme, tilsiter se sve češće proizvodi u formi bloka. Ima tanku, smeđu koru, koja se tokom otprilike šest meseci sazrevanja riba slanom vodom i crvenom mašću. Svetlo žuti sir je gladak, vrlo elastičan i prilično vlažan. Ima rupe veličine zrna žita. Skala ukusa ide od blagog i slabo začinjenog do snažno pikantnog.

## Upotreba
Tilsiter može da se koristi u razne svrhe: kao prilog uz hleb za doručak, u kockicama kao prilog za salatu. Zato što se lako i brzo topi, takođe se često koristi u toploj kuhinji: za dodatak jelima ili deo sosova za testo.

## Spoljašnje veze
- Švajcarski tilsiter